# Épenouse
Épenouse ist eine französische Gemeinde mit 167 Einwohnern (Stand: 1. Januar 2022) im Département Doubs in der Region Bourgogne-Franche-Comté.

## Geographie
Épenouse liegt auf 660 m über dem Meeresspiegel, acht Kilometer nordöstlich von Valdahon und etwa 28 Kilometer östlich der Stadt Besançon (Luftlinie). Das Dorf erstreckt sich im Jura, im östlichen Teil des Plateaus von Valdahon, dem sogenannten ersten Plateau des Juras, südlich des Audeux-Tals und des Beckens von Orsans.
Die Fläche des 5,75 km² großen Gemeindegebiets umfasst einen Abschnitt des französischen Juras. Der Hauptteil des Gebietes wird vom nur schwach reliefierten Hochplateau von Valdahon eingenommen, das durchschnittlich auf 650 m liegt. Es ist überwiegend von Acker- und Wiesland, teils auch von Wald bestanden. Auf der Höhe bei Épenouse wird mit 672 m die höchste Erhebung der Gemeinde erreicht. Nach Süden erstreckt sich das Gemeindeareal über das Plateau bis an den Rand der ausgedehnten Wälder Forêt du Chanois und Les Anglars. Begrenzt wird das Plateau von Épenouse im Westen von den Tälern der Quellbäche des Audeux, im Norden und Osten vom Tal der Creuse (rechter Zufluss des Audeux). Diese Talsysteme sind jeweils rund 60 bis 100 m tief in die umgebenden Hochplateaus eingesenkt.
Nachbargemeinden von Épenouse sind Bremondans im Norden, Villers-Chief und Eysson im Osten, Vercel-Villedieu-le-Camp im Süden sowie Belmont im Westen.

## Geschichte
Im Mittelalter gehörte Épenouse zur Herrschaft Vercel. Zusammen mit der Franche-Comté gelangte das Dorf mit dem Frieden von Nimwegen 1678 an Frankreich. Im 18. Jahrhundert war hier ein Hochofen in Betrieb. Seit 1998 ist Épenouse Mitglied des 44 Ortschaften umfassenden Gemeindeverbandes Communauté de communes du Pays de Pierrefontaine-Vercel.
Mit 1. Januar 2009 erfolgte eine Änderung der Arrondissementszugehörigkeit der Gemeinde. Bislang zum Arrondissement Besançon gehörend, kamen alle Gemeinden des Kantons zum Arrondissement Pontarlier.

## Sehenswürdigkeiten

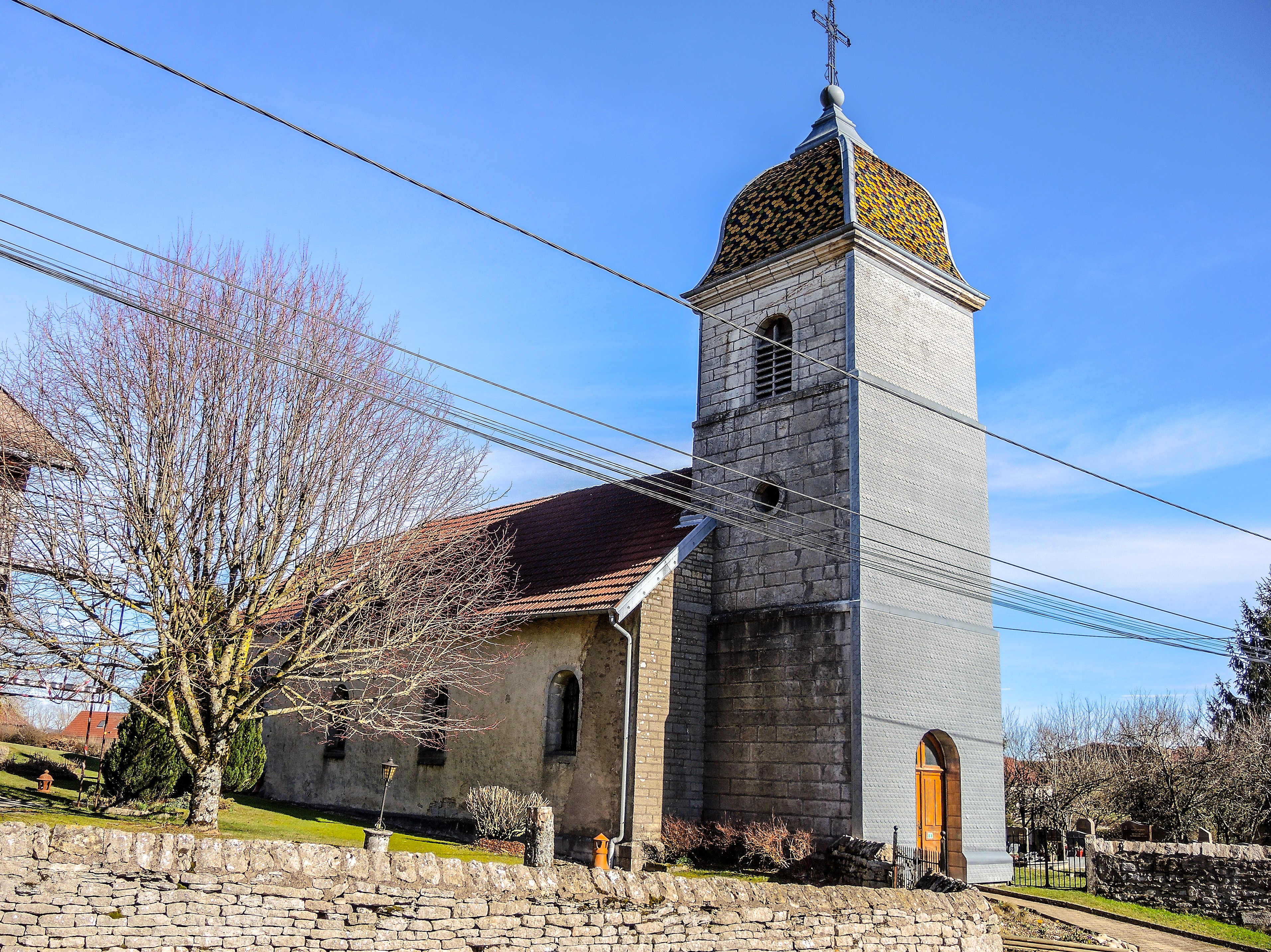
Kirche Saint-Claude

Die einschiffige Kirche Saint-Claude geht ursprünglich auf einen Bau von 1693 zurück, der 1740 vergrößert wurde. Der Glockenturm stammt von 1826. Im Ortskern sind verschiedene Bauernhäuser im charakteristischen Stil der Franche-Comté aus dem 17. bis 19. Jahrhundert erhalten. Sehenswert ist auch die ehemalige Moulin d’Avelle.

## Bevölkerung
| Jahr                       | 1962 | 1968 | 1975 | 1982 | 1990 | 1999 | 2006 | 2016 |
| Einwohner                  | 118  | 96   | 104  | 85   | 93   | 88   | 106  | 148  |
| Quellen: Cassini und INSEE |      |      |      |      |      |      |      |      |

Mit 167 Einwohnern (1. Januar 2022) gehört Épenouse zu den kleinsten Gemeinden des Départements Doubs. Nachdem die Einwohnerzahl in der ersten Hälfte des 20. Jahrhunderts markant abgenommen hatte (1891 wurden noch 143 Personen gezählt), wurde in den letzten Jahren wieder ein Bevölkerungswachstum verzeichnet.

## Wirtschaft und Infrastruktur
Épenouse war bis weit ins 20. Jahrhundert hinein ein vorwiegend durch die Landwirtschaft (Ackerbau, Obstbau und Viehzucht) geprägtes Dorf. Die Wasserkraft der Creuse wurde früher für den Betrieb von Mühlen genutzt. Noch heute leben die Bewohner zur Hauptsache von der Tätigkeit im ersten Sektor. Außerhalb des primären Sektors gibt es nur wenige Arbeitsplätze im Dorf. Viele Erwerbstätige sind auch Wegpendler, die in den umliegenden größeren Ortschaften ihrer Arbeit nachgehen.
Die Ortschaft liegt abseits der größeren Durchgangsstraßen nahe einer Departementsstraße, die von Valdahon nach Baume-les-Dames führt. Eine weitere Straßenverbindung besteht mit Belmont.